# Ansitz Anderhalden
Das Haus Ehregutaplatz 5 ist ein Wohnhaus in der Oberstadt von Bregenz. Das Bauwerk steht unter Denkmalschutz.

## Geschichte
Das Wohnhaus stammt im Kern aus dem 15. oder 16. Jahrhundert. Der viergeschoßige Anbau stammt aus jüngerer Zeit. In früherer Zeit wurde das Haus als „Gasthaus Zum Storchen“ genutzt.